# Zeiraphera improbana
The Larch Needleworm Moth (Zeiraphera improbana) là một loài bướm đêm thuộc họ Tortricidae. Loài này có ở Bắc Mỹ.
Sải cánh dài khoảng 19 mm.
Ấu trùng ăn Larix species.